# إيف مورين
إيف مورين (بالإنجليزية: Yves Morin)‏ (و. 28 نوفمبر 1929) هو سياسي، وطبيب قلب، من كندا، ولد في مدينة كيبك، هو عضوٌ في حزب الأحرار الكندي.

## مناصب
تولى منصب عضو مجلس الشيوخ الكندي.

## التعليم
تعلم في جامعة لافال.

## جوائز
حصل على جوائز منها:
- ضابط وسام كندا.